# Cmentarz żydowski w Kozienicach
Cmentarz żydowski w Kozienicach – został założony przed 1633 rokiem. Cmentarz znajduje się pomiędzy ul. Radomską i Wójcików. Ma powierzchnię 3,6 ha. 
Wskutek dewastacji z okresu II wojny światowej do naszych czasów zachowały się tylko fragmenty macew. W okresie PRL na cmentarzu wzniesiono pomnik ku czci ofiar Holocaustu, w 1984 ogrodzono cmentarz siatką, a na przełomie XX i XXI wieku odbudowano, staraniem rabina Mendla Reichberga, ohel cadyka Izraela Hopsztajna.